# Wyspa kukurydzy
Wyspa kukurydzy (gruz. სიმინდის კუნძული / Simindis kundzuli) – gruziński dramat filmowy z 2014 roku w reżyserii Giorgiego Owaszwilego, zrealizowany w ramach koprodukcji międzynarodowej.
Film miał premierę w konkursie głównym na MFF w Karlowych Warach, gdzie zdobył nagrodę główną Kryształowego Globusa oraz Nagrodę Jury Ekumenicznego. Był też oficjalnym gruzińskim kandydatem do Oscara dla najlepszego filmu nieanglojęzycznego i dostał się na skróconą listę pretendentów do nominacji, ale ostatecznie jej nie otrzymał. Na ekrany polskich kin obraz wszedł 30 stycznia 2015 roku.

## Fabuła
Górska rzeka Inguri stanowi naturalną granicę oddzielającą Gruzję od Abchazji. Wiosenne podtopienia tworzą pośrodku koryta rzeki małą wyspę z nadzwyczaj żyzną glebą. Pozbawioną właściciela ziemią zajmuje się staruszek wraz ze swoją osieroconą nastoletnią wnuczką. Starzec buduje małą chatkę i obsadza wyspę kukurydzą.

## Obsada
- İlyas Salman – staruszek
- Mariam Buturiszwili – dziewczyna
- Irakli Samuszia – gruziński żołnierz
- Tamer Lewent – abchazki oficer[4]